# 阿伊海姆

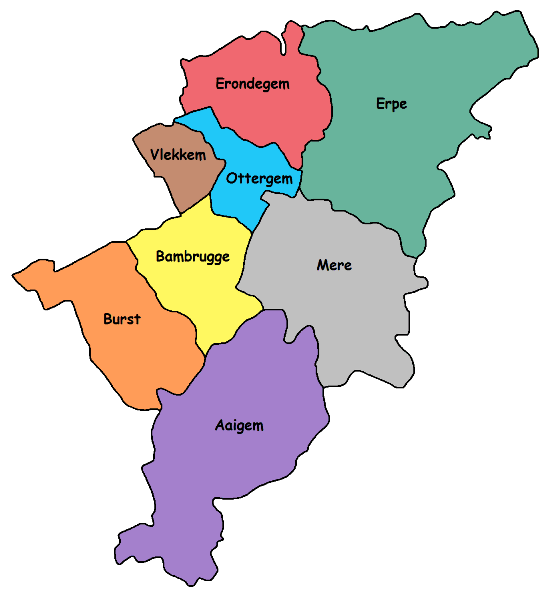
阿伊海姆位于埃尔珀-梅勒南部

阿伊海姆（荷蘭語：Aaigem）是比利时西部东佛兰德省埃尔珀-梅勒市镇所辖的一个村。该地总面积7.32 km2 (2.83 sq mi)，居民约2000人。阿伊海姆曾为一独立的市镇，1976年撤销。

## 人口
- 数据来源:比利时国家统计研究所B(NIS)以及the municipality of Erpe-Mere - 备注:1806 till 1970=12月31日统计; 1976=12月31日居民数; 2001 and 2006=1月1日居民数